# Роланд Алюконіс
Ро́ланд Алюко́ніс (лит. Rolandas Aliukonis; нар. 25 травня 1981) — литовський хокеїст, захисник. Наразі виступає за «Енергія (Електренай)».

## Спортивна кар'єра
У складі національної збірної Литви учасник кваліфікаційних турнірів до зимових Олімпійських ігор 2006 та зимових Олімпійських ігор 2010, учасник молодіжних збірних країни (U18 та U20) на юніорських чемпіонатах світу, та почав виступати за головну команду країни з 2001 року, на чемпіонатах світу — 2001 (дивізіон I), 2002 (дивізіон II), 2003 (дивізіон I), 2004 (дивізіон II), 2005 (дивізіон I), 2006 (дивізіон I), 2007 (дивізіон I), 2008 (дивізіон I), 2009 (дивізіон I) і 2010 (дивізіон I).
Виступав за «Енергія» (Електренай) та «Металургс» Лієпая.